# Stefano Bartezzaghi
Stefano Bartezzaghi (Milano, 20 luglio 1962) è un giornalista, scrittore e semiologo italiano.

## Biografia
Si è laureato in DAMS (Discipline delle arti, della musica e dello spettacolo) presso la facoltà di Lettere e filosofia dell'Università di Bologna con una tesi in semiotica con relatore Umberto Eco. È figlio di Piero Bartezzaghi, famoso enigmista, e fratello di Alessandro Bartezzaghi, direttore della Settimana Enigmistica, e di Paolo, redattore della Gazzetta dello Sport. Dal 1987 ha tenuto rubriche sui giochi, sui libri, sul linguaggio; collabora con il quotidiano la Repubblica, per il quale pubblica le rubriche "Lessico e Nuvole", "Lapsus", "Fuori di Testo", e con il settimanale L'Espresso, con la rubrica di critica linguistica "Come dire".
Dal 2010 è stato docente a contratto e dal 2014 è professore associato presso la Libera università di lingue e comunicazione IULM di Milano, dove insegna "Teorie della creatività" e "Semiotica". Al tema della creatività ha dedicato il libro Il falò delle novità, nel quale prende in esame il rapporto tra creatività, linguaggio e nuovi media. Dal 2016 al 2018 è direttore del Master in Giornalismo della stessa Università. 
Da settembre 2012 è presente nella trasmissione Stile Libero, condotta da Marco Santin, Giorgio Gherarducci e Flavia Cercato su R101 con una sua rubrica dal titolo "Parole Parole" dove si occupa di far tornare in corso i termini dimenticati della lingua italiana. Nel febbraio 2013 è membro della giuria di qualità alla 63ª edizione del Festival di Sanremo, condotta da Fabio Fazio e Luciana Littizzetto. Ha inoltre curato quasi 200 puntate di diverse trasmissioni in radio a Rai Radio 2 e Rai Radio 3.
Nel 2003 è stato insignito del Premio speciale come enigmista e saggista, nell'ambito del Premio Fiesole Narrativa Under 40; nel 2016 è stato finalista al Premio Bergamo.  Tra le sue varie attività c'è anche stata la revisione della traduzione dei libri della saga di Harry Potter. Nel 2022 scrisse l'introduzione alla traduzione del racconto "La mascella di Caino" di Edward Powys Mathers.

## Opere
- Come risolvere facilmente i giochi enigmistici. Cruciverba, rebus, sciarade, anagrammi, indovinelli, crittografie, Milano, De Vecchi, 1984.
- Come risolvere facilmente i giochi enigmistici in versi. Enigmi, indovinelli, anagramma, antipodi, cambi d'iniziale e di finale, cerniere, incastri, intarsi ecc., Milano, De Vecchi, 1985.
- Come risolvere i cruciverba. Guida pratica alle tecniche di sicuro successo, Milano, De Vecchi, 1985.
- Studio crittografico, Napoli, La Sibilla, 1991.
- Accavallavacca. Inventario di parole da gioco, Milano, Bompiani, 1992. ISBN 88-452-1948-8.
- Anno Sabbatico. Lunario delle parole in gioco. [Lapsus, segreti, bisticci, enigmi, scambi di lettere, scambi di persona], Milano, Bompiani, 1995, ISBN 88-452-2668-9.
- Sfiga all'OK Corral. Il grande gioco dei titoli, Torino, Einaudi, 1998. ISBN 88-06-15025-1.
- Lezioni di enigmistica, Torino, Einaudi, 2001. ISBN 88-06-14316-6; 2009. ISBN 978-88-06-19765-0.
- Incontri con la Sfinge. Nuove lezioni di enigmistica, Torino, Einaudi, 2004. ISBN 88-06-16776-6.
- Non ne ho la più squallida idea. Frasi matte da legare, Milano, Mondadori, 2006. ISBN 88-04-55546-7.
- L'orizzonte verticale. Invenzione e storia del cruciverba, Torino, Einaudi, 2007. ISBN 978-88-06-15383-0; 2013. ISBN 978-88-06-21671-9.
- La posta in gioco, Torino, Einaudi, 2007. ISBN 978-88-06-18653-1.
- L'elmo di Don Chisciotte. Contro la mitologia della creatività, Roma-Bari, Laterza, 2009. ISBN 978-88-420-8988-9.
- Il libro dei giochi per le vacanze. Anagrammi, rebus, cruciverba, refusi, indovinelli, Milano, Mondadori, 2009. ISBN 978-88-04-58630-2.
- Scrittori giocatori, Torino, Einaudi, 2010, ISBN 978-88-06-19905-0.
- Non se ne può più. Il libro dei tormentoni, Milano, Mondadori, 2010. ISBN 978-88-04-59806-0.
- Sedia a sdraio. Giochi impensati per svagare la mente, Milano, Salani, 2011. ISBN 978-88-6256-604-9.
- Come dire. Galateo della comunicazione, Milano, Mondadori, 2011. ISBN 978-88-04-61146-2.
- Una telefonata con Primo Levi, Torino, Einaudi, 2012. ISBN 978-88-06-21064-9.
- Dando buca a Godot. Giochi insonni di personaggi in cerca di aurore, Torino, Einaudi, 2012. ISBN 978-88-06-21401-2.
- Il teatro della Sfinge e altri mitodrammi. Variazioni sul mito, scritture per la scena, con Monica Centanni e Daniela Sacco, Venezia, Cafoscarina, 2012. ISBN 978-88-7543-327-7.
- Anche meno. Viaggio nell'italiano low cost, Milano, Mondadori, 2013. ISBN 978-88-04-63358-7.
- Da dove si comincia?, con Umberto Eco, Roma, La Repubblica, 2013.
- Il falò delle novità. La creatività al tempo dei cellulari intelligenti, Torino-Novara, Utet-De Agostini, 2013. ISBN 978-88-418-9589-4.
- M. Una Metronovela, Torino, Einaudi, 2015, ISBN 978-88-06-21142-4.
- La ludoteca di Babele : dal dado ai social network: a che gioco stiamo giocando?, Torino, Utet, 2016, ISBN 978-88-511-3858-5.
- Parole in gioco : per una semiotica del gioco linguistico, Milano, Bompiani, 2017, ISBN 978-88-452-8236-2.
- Banalità : luoghi comuni, semiotica, social network, Milano, Bompiani, 2019, ISBN 978-88-452-9963-6.
- Bozze non corrette, Milano, Mondadori, 2025, ISBN 978-88-04-80056-9.